# Девід Аттард
Девід Джозеф Аттард (мальт. David Joseph Attard; 29 березня 1953) — мальтійський юрист, суддя, член Мідл Темпл в Англії та академічний професор. Був проректором Мальтійського університету в 2006 році та канцлером з 2011 року.
Аттард народився в Слімі, Мальта, закінчив Університет Мальти, отримавши диплом нотаріуса та доктора філософії в Оксфордському університеті.

## Професійний досвід
Викладав морське право, був доцентом права в Мальтійському університеті та став професором міжнародного публічного права в Мальтійському університеті в 1988 році. Працював на посаді директора Інституту морського права Міжнародної морської організації (IMO), професором міжнародного права в Римському університеті Тор Вергата в 1994 році, старшим запрошеним викладачем у Коледжі закордонних справ, Пекін, науковим співробітником в Університеті Оксфорда в 1998 році, науковий співробітник Єльської школи права та запрошений професор у Паризькому університеті 1 Пантеон-Сорбонна.

## Нагороди
- Кавалер національного ордена Почесного легіону від Президента Французької Республіки

- Національний орден «За заслуги» від президента Мальти

- Орден Ізабель Католицької від короля Іспанії

- Орден Президента Італійської Республіки «За заслуги перед Італійською Республікою».

## Публікації
- The Exclusive Economic Zone in International Law, Clarendon Press, rebaħ il-Paul Guggenheim award

- David Joseph Attard; Malgosia Fitzmaurice; Norman A Martínez Gutiérrez; IMO International Maritime Law Institute, ISBN 9780199683925 OCLC 0199683921, Notes:"25th anniversary IMLI; supported by the Nippon Foundation

- David Joseph Attard; David M Ong; Malgosia Fitzmaurice; Alexandros XM Ntovas; Dino Kritsiotis, Oxford, United Kingdom: Oxford University Press, ISBN 9780198824152

- David Joseph Attard; Malgosia Fitzmaurice, Publisher: Oxford Oxford University. Press 2014 Series: IMLI manual on international maritime law / Ed. David Joseph Attard, vol-1. ISBN 9780199683925